# Becca de la Lia
Becca de la Lia är en bergstopp i Schweiz. Den ligger i distriktet Entremont och kantonen Valais, i den södra delen av landet, 110 km söder om huvudstaden Bern. Toppen på Becca de la Lia är 3 457 meter över havet.